# Liste der Bodendenkmäler in Mespelbrunn
Auf dieser Seite sind die Bodendenkmäler in der unterfränkischen Gemeinde Mespelbrunn zusammengestellt. Diese Tabelle ist eine Teilliste der Liste der Bodendenkmäler in Bayern. Grundlage ist die Bayerische Denkmalliste, die auf Basis des Bayerischen Denkmalschutzgesetzes vom 1. Oktober 1973 erstmals erstellt wurde und seither durch das Bayerische Landesamt für Denkmalpflege geführt wird. Die folgenden Angaben ersetzen nicht die rechtsverbindliche Auskunft der Denkmalschutzbehörde.

## Bodendenkmäler der Gemeinde

### Bodendenkmäler in der Gemarkung Hessenthal
| Lage                                                 | Objekt | Akten-Nr.     | Bild           |
| ---------------------------------------------------- | --- | ------------- | -------------- |
| Hessenthal Hauptstraße 42; Hauptstraße 44 (Standort) | Archäologische Befunde des Mittelalters und der frühen Neuzeit im Bereich der Kirchenburg von Hessenthal mit Katholischen Wallfahrtskirche Unsere Liebe Frau und Katholischen Wallfahrtskirche St. Maria mit mittelalterlichen Vorgängerbauten; zeitgeschichtliche Erweiterung. Siehe auch: Wallfahrtskirche Hessenthal | D-6-6021-0086 | weitere Bilder |

### Bodendenkmäler in der Gemarkung Mespelbrunn
| Lage                                | Objekt | Akten-Nr.     | Bild           |
| ----------------------------------- | --- | ------------- | -------------- |
| Mespelbrunn Schlosshof 1 (Standort) | Archäologische Befunde im Bereich des frühneuzeitlichen Wasserschlosses in Mespelbrunn mit mittelalterlicher Burg als Vorgängerbau. Siehe auch: Schloss Mespelbrunn | D-6-6021-0083 | weitere Bilder |